# بول كونراد
بول كونراد هو عالم نبات سويسري، ولد في 1 أبريل 1877 في لو لوكل في سويسرا، وتوفي في 1 ديسمبر 1948 في نوشاتيل في سويسرا.